# Abschnittsbefestigung Kahlberg

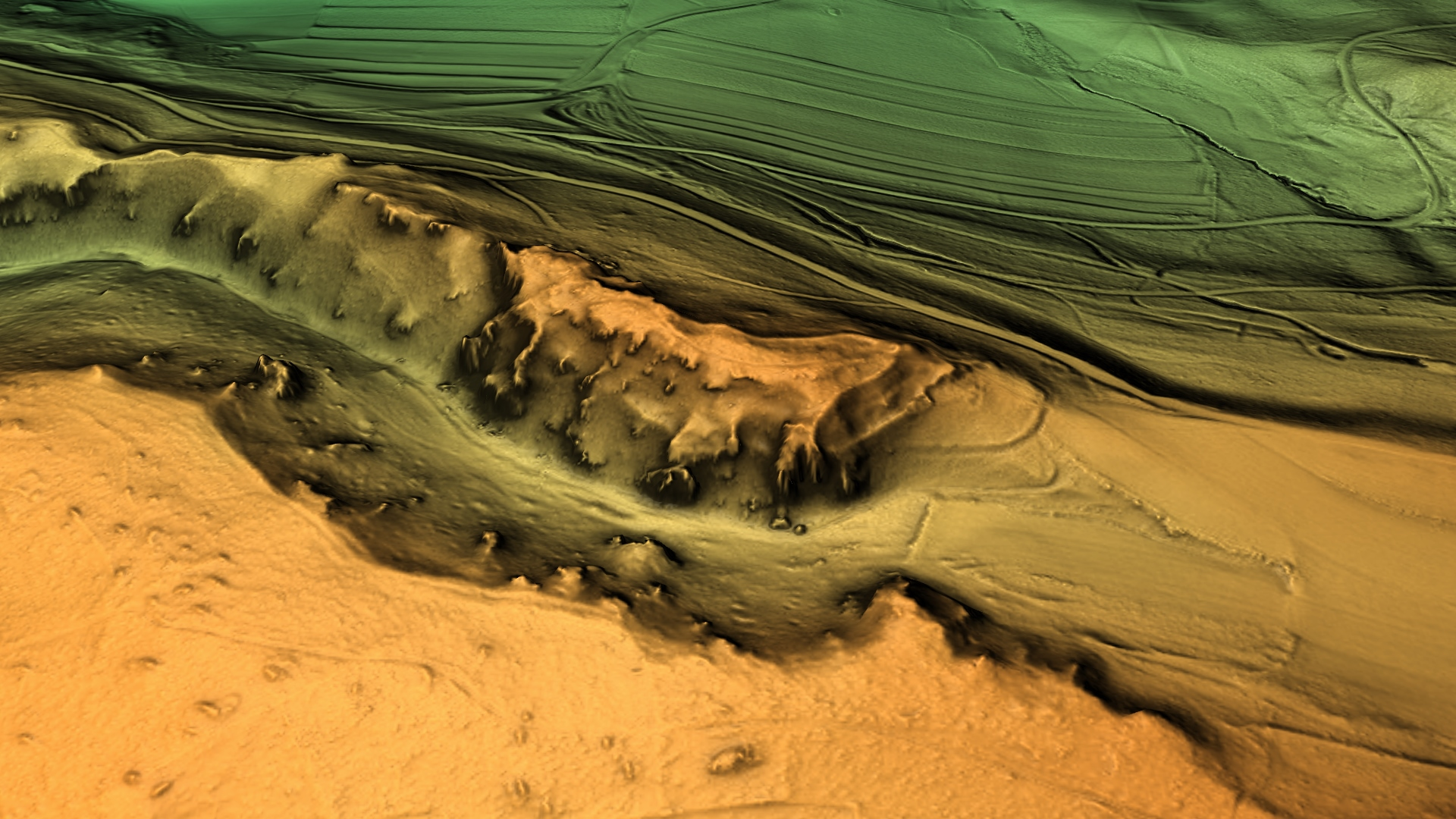
3D-Ansicht des digitalen Geländemodells

Der Burgstall Görau bezeichnet eine abgegangene Abschnittsbefestigung auf 506,5 m ü. NHN etwa 700 Meter westsüdwestlich der Ortsmitte von Görau, einem heutigen Stadtteil von Weismain im Landkreis  Lichtenfels in Bayern.
Von der ehemaligen Wallburg sind noch Wall- und Grabenreste erhalten.